# Michel Gentot
Michel Gentot, né le 8 janvier 1932 à Charmes (Vosges), est un haut fonctionnaire français et conseiller d'État. Il a été le directeur de l'Institut d'études politiques de Paris entre 1979 et 1987.

## Biographie

### Jeunesse et études
Michel Gentot naît à Charmes, dans les Vosges. Il est licencié ès lettres à l'université de Paris, époque durant laquelle il milite au sein du Parti communiste. Il est diplômé de l'Institut d'études politiques de Paris, section relations internationales, en 1952. Il y prépare le concours de l'École nationale d'administration (ENA), où il est admis. Il sort diplômé dans la promotion de 1958.
Il est marié à Paule Gentot et père de quatre enfants,.

### Parcours professionnel

#### Haute fonction publique
Au sortir de l'ENA, classé dans la « botte », Michel Gentot entre au Conseil d'État. Il est détaché au ministère de la coopération en 1963. Il est conseiller juridique à l'ambassade de France à Alger de 1965 à 1967.

#### Sciences Po
Il enseigne le droit public à l'IEP de Paris, dans le cadre d'une conférence de méthode. Il a notamment comme étudiant Alain Boublil. En 1978, il est nommé secrétaire général de l'institut par Jacques Chapsal, le directeur, en poste depuis 1947.
En 1979, Jacques Chapsal prend sa retraite, et l'IEP de Paris enclenche une procédure de désignation du nouveau directeur. Gentot est choisi par Chapsal pour être son successeur. Il est élu directeur de l'IEP ainsi qu'administrateur de la Fondation nationale des sciences politiques par le conseil d'administration de la Fondation en décembre 1979. Il est le premier directeur haut fonctionnaire de l'établissement.
Michel Gentot impulse plusieurs réformes pour ouvrir socialement l'école, notamment un système de bourses pour les étudiants les plus pauvres et l'exonération de frais d'inscription pour certains. Afin d'assainir la situation budgétaire dégradée de l'établissement, il augmente les frais de scolarité. Cela est rendu d'autant plus pressant que la dotation de l’État est divisée par deux entre 1979 et 1986. Une année de scolarité est facturée 500 francs en 1984, puis 660 francs en 1985, et 920 en 1986.
Il dirige l'IEP de Paris jusqu'en 1987, soit au cours de deux mandats. En 1986, il annonce ne pas briguer de troisième mandat. D'un accord commun avec le président de la FNSP, René Rémond, le politiste Alain Lancelot lui succède.

#### Après Sciences Po
Il préside de 1995 à 1998 la Section du contentieux du Conseil d'État.
Président de la Commission d'accès aux documents administratifs (CADA) de 1989 à 1995 puis de 1998 à 1999, il devient membre de la Commission nationale de l'informatique et des libertés (CNIL) le 7 janvier 1999, et en est élu président le 3 février. Le 7 janvier 2004, Alex Türk lui succède la présidence.
Michel Gentot est également membre du Tribunal administratif de l'Organisation internationale du travail.

## Publications
- Droit public approfondi: l'administration et son juge,1977
- Les cours administratives d'appel,1991
- Les autorités administratives indépendantes,1994
- Etat de droit et coopération internationale,1996

## Décorations
- Commandeur de la Légion d'honneur par décret du 12 juillet 2002
  -  Officier de la Légion d'honneur[5]
- Commandeur de l'ordre national du Mérite[13]
  - Officier du 8 septembre 1992
- Chevalier de l'ordre des Palmes académiques